# Lemshausen
Lemshausen is een klein dorp in de gemeente Rosdorf in het Landkreis Göttingen in Nedersaksen in Duitsland. Het dorp wordt voor het eerst vermeld in de tiende eeuw. Lemshausen werd in 1973 bij Rosdorf gevoegd. 
De kapel in het dorp is gebouwd in 1515. In het begin van de negentiende eeuw werd de kapen uitgebreid, waarbij ook de dakruiter werd toegevoegd.
- Virtual International Authority File: 240561257